# Bracon sculptilis
Bracon sculptilis är en stekelart som beskrevs av John Obadiah Westwood 1882. Bracon sculptilis ingår i släktet Bracon och familjen bracksteklar. Inga underarter finns listade.